# 牧野文斎
3代目 牧野 文斎（さんだいめ まきの ぶんさい、1868年7月14日（慶応4年5月25日） - 1933年（昭和8年）6月25日）は、三河南設楽郡東郷村八束穂（現・愛知県新城市八束穂）出身の医師・実業家・郷土史家。「牧野文斎」は襲名制であり、本稿では3代目について記述する。

## 経歴

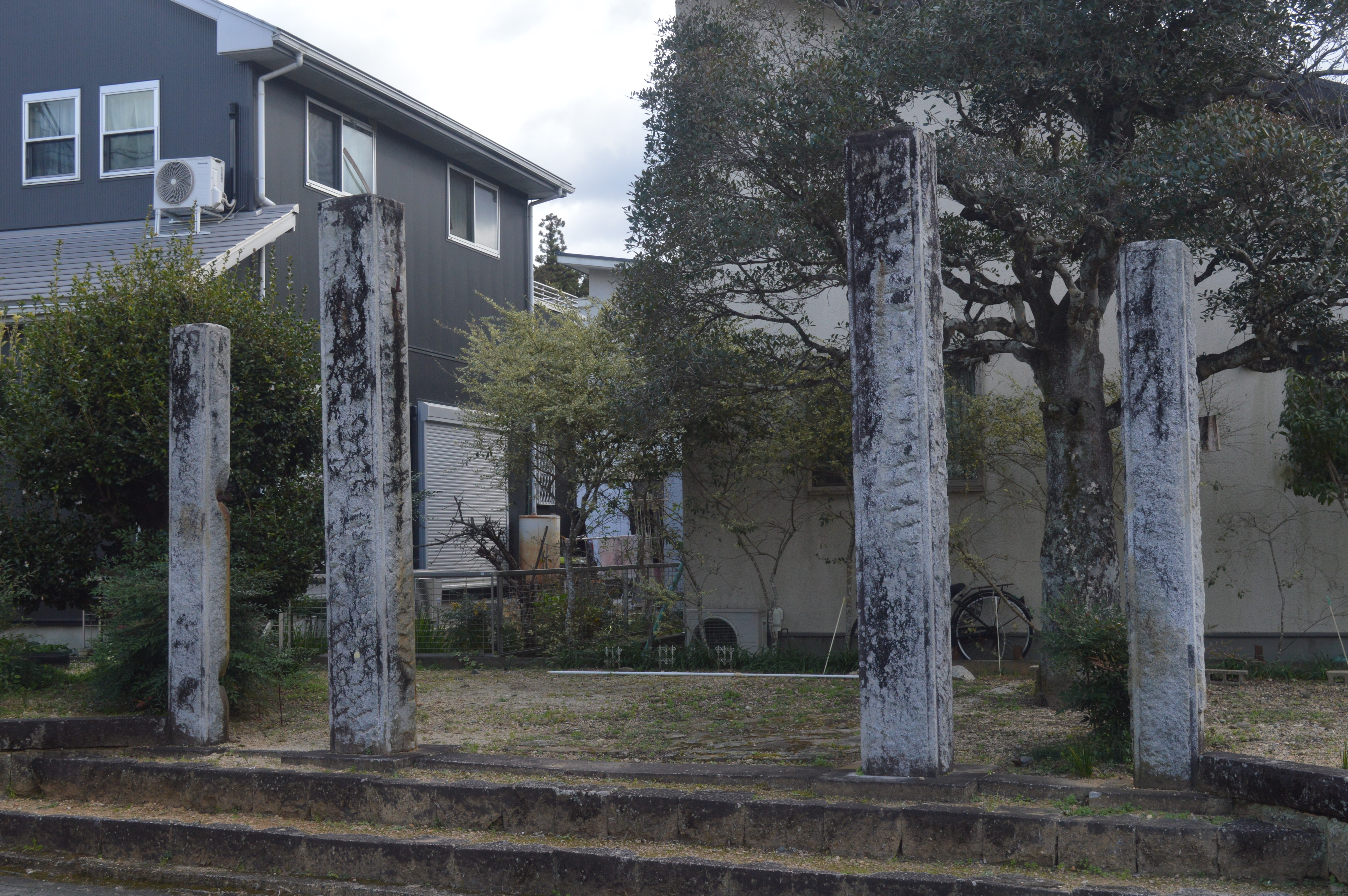
信玄病院の門柱

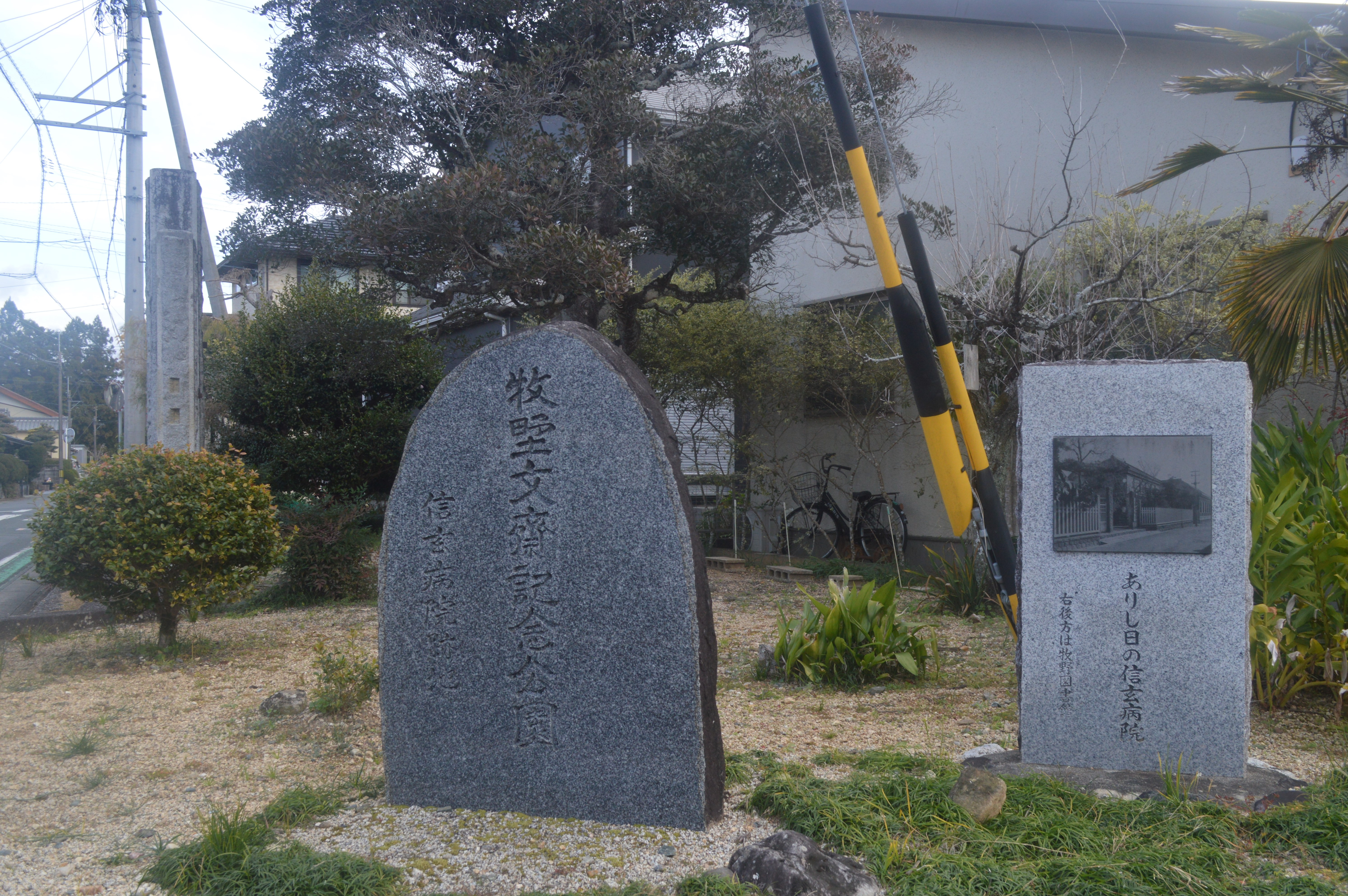
牧野文斎記念公園

### 牧野家
牧野家は三河吉田藩の藩医だったが、祖父の牧野竜庵（初代牧野文斎）は幕末にその職を辞した。宝飯郡一宮村江島（現・豊川市一宮町）から南設楽郡東郷村八束穂（現・新城市八束穂、やつかほ）に移り住み、信玄病院を開設して初代院長となった。当初は主屋の一部を診療所として使用していたが、やがて2階建の建物を当地に移築して病院とした。父の牧野謙作（2代目牧野文斎）もこの地で医業に励み、信玄病院の2代目院長となった。

### 信玄病院の院長として
慶応4年5月25日（1868年7月14日）に生まれた3代目牧野文斎は、1887年（明治20年）にはわずか19才で医術開業試験に合格。まず東京で修行を積み、1891年（明治24年）に信玄病院の3代目院長となった。信玄病院は当時の東三河地方で唯一の総合病院であり、文斎は特に性病の治療で著名だった。
最盛期の信玄病院には3つの病棟があり、看護婦が約100名、患者が100-200人もいる大病院だった。文斎は1929年（昭和4年）に増築工事を行っており、南側に総2階建の洋風病棟を立て、診療棟との間に受付棟を新築した。

### 郷土史家として
1914年（大正3年）には長篠古戦場顕彰会を設立し、自身は副会長を務めた。長篠の戦いにおける戦没者の供養、遺跡の保存、顕彰などの活動を行っており、1914年には設楽原の決戦場跡地などに石碑や墓碑を建立している。
文斎自身は1930年（昭和5年）に戦没者のための忠魂堂を建立した。郷土史に関する著作には『設楽史要』（全9冊）や『長篠戦史考』（全1冊）などがある。顕彰会の活動は「設楽原をまもる会」が引き継いでいる。

### 死去
1933年（昭和8年）6月25日に66歳で死去。新城市設楽原歴史資料館の東150mにある信玄病院跡地（牧野文斎碑、北緯34度55分08.4秒 東経137度31分47.9秒 / 北緯34.919000度 東経137.529972度）には病院の門柱が残っており、牧野文斎記念公園と呼ばれる小規模な公園となっている。

## 東三電気
信玄病院の経営、郷土史研究、図書館の運営などのほかに、文斎は東三電気株式会社、紡績工場、劇場の花菱座（1913年-1935年）の経営も行っていた。1911年（明治44年）には新城瓦斯を設立して南設楽郡新城町や東郷村に供給していたが、文斎は電気事業の将来性に着目し、豊橋電気社長の福澤桃介と交渉した。1917年（大正6年）には見代水力発電所や電気の供給権を譲り受けて電気事業を兼業し、新城瓦斯の社名を東三電気瓦斯に改称、1918年（大正7年）にはガス事業を廃止して東三電気に改称した。
取締役社長に文斎が、常務取締役に弟の牧野熊太郎が就任。南設楽郡新城町、東郷村、千郷村、作手村の一部、八名郡八名村、橋尾村、豊津村、金沢村、賀茂村、石巻村、宝飯郡一宮村の1町10村（約1,500世帯）に電気を供給しはじめ、10年後には供給世帯数が11,000世帯となった。
1921年（大正10年）には東郷村八束穂に工場があった三河陶器を合併し、自社で使用する配電線や碍子類を製造した。1922年（大正11年）には水力発電所を保管する火力発電所として千郷火力発電所を建設したが、これは1928年（昭和3年）に廃止されている。1926年（大正15年）には遠三電気と渋川電灯所を買収合併したが、1928年（昭和3年）には東邦電力の系列である三河水力電気に合併されて東三電気は解散した。文斎は三河水力電気の取締役に就任している。新城市作手保永字東当にある見代水力発電所の建物は後に茶工場となり、その後は空き家となっているものの、2018年（平成30年）時点でも取り壊されていない。
| 東三電気解散時の発電所（1928年時点） | 東三電気解散時の発電所（1928年時点） | 東三電気解散時の発電所（1928年時点） | 東三電気解散時の発電所（1928年時点） | 東三電気解散時の発電所（1928年時点） |
| 発電所名                             | 所在地                               | 取水河川                             | 出力                                 | 運転期間                             |
| ------------------------------------ | ------------------------------------ | ------------------------------------ | ------------------------------------ | ------------------------------------ |
| 見代水力発電所                       | 愛知県南設楽郡作手村保永             | 巴川（豊川支流）                     | 350kW                                | 1908年-1959年                        |
| 河内川水力発電所                     | 静岡県磐田郡浦川村浦川               | 大千瀬川（天竜川支流）               | 50kW                                 | 1920年-1954年                        |
| 鳴瀬沢水力発電所                     | 静岡県磐田郡山香村戸口               |                                      | 37kW                                 | 1916年-1939年                        |

## 私立牧野図書館
1915年（大正4年）12月18日には大正天皇御大典を記念して、三河地方の文献を収集した私立牧野図書館を創設した。開館にあたっては豊橋市の榎本書店から2,000円の予算で図書を購入している。また個人所有の古文書、寄贈書、寄託書などを加えて、20,000冊以上の蔵書を有していた。
牧野図書館は信玄病院の敷地の一画にあり、縦・横各6間の2階建て洋風建築の書庫と、同規模の平屋建ての閲覧室があった。司書の代わりに事務員2人がおり、無料で図書の館外貸出を行っていた。愛知県庁や南設楽郡役場などからも閲覧者があり、売店も備えていた。読書会の会場としても使用されていたが、牧野図書館は1924年（大正13年）頃に閉館となった。
1923年（大正12年）の『愛知県教職員録』によると、当時の愛知県には公立・私立あわせて19の図書館等施設があり、南設楽郡には牧野図書館と南設楽郡教育会附属図書館があった。1937年（昭和12年）には二代目牧野文斎によって、約13,000冊の蔵書が新城町役場に寄贈された。牧野の蔵書の中には多くの和本があり、国文学研究資料館がマイクロフィルム化している。
牧野の蔵書は新城市立新城中学校に預託されていた。1987年（昭和62年）5月には新城地域文化広場に、新城市初の図書館である新城図書館（ふるさと情報館）が開館しており、2階の郷土図書室に「牧野文庫」が設置された。なお、新城市八束穂にあった牧野文庫の2階建書庫は、2000年代まで取り壊されずに残っていた。2017年（平成29年）4月29日には、「設楽原をまもる会」と「忠震会」の合同記念講演会「設楽原顕彰の恩人・牧野文斎氏を語る」が開催された。